# 金檀木科
金檀木科又名尾药木科，共有12属约80余种，分布在全世界热带和南半球亚热带地区，中国有2属3-4种，主要分布在云南和海南一带。臺灣僅有1属1种。
本科植物为乔木或灌木，单叶，全缘；花相当小，组成聚伞花序；果实为核果，扁，果实两面的颜色和表皮都不一样。
1981年的克朗奎斯特分类法将这些属都分在茶茱萸科中，1998年根据基因亲缘关系分类的APG 分类法没有改变，2003年经过修订的APG II 分类法认为这些属应该单独列为一个科，放在冬青目中。

## 属
- 香茶茱萸属 Cantleya Ridl.
- Codiocarpus R.A.Howard
- Discophora Miers
- Gastrolepis Tiegh.
- 粗丝木属 Gomphandra Wall. ex Lindl.
- Grisollea Baill.
- Hartleya Sleumer
- Irvingbaileya R.A.Howard
- Lasianthera P.Beauv.
- Medusanthera Seem.
- 金檀木属 Stemonurus Blume
- Whitmorea Sleumer